# Myzostoma longimanum
Myzostoma longimanum is een ringworm uit de familie Myzostomatidae.
Myzostoma longimanum werd in 1934 voor het eerst wetenschappelijk beschreven door Jägersten.